# (937) Бетгея
(937) Бетгея (нем. Bethgea) — астероид главного пояса, принадлежащий к светлому спектральному классу S. Он был открыт 12 сентября 1920 года немецким астрономом Карлом Рейнмутом в обсерватории Хайдельберг и назван в честь немецкого поэта Ханса Бетге. 

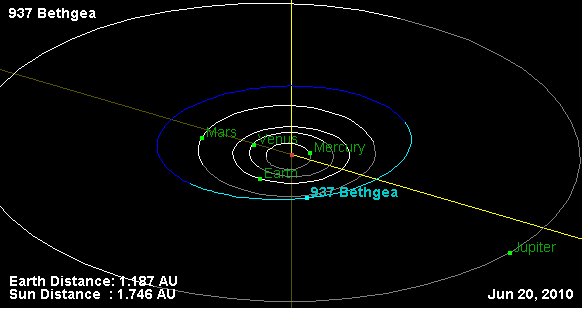
Орбита астероида Бетгея и его положение в Солнечной системе